# Hà Tư Nguyên
Hà Tư Nguyên (tiếng Trung: 何思源; Wade–Giles: Ho Ssu-yüan; 1896 – tháng 4 năm 1982), cũng phiên âm là Ho Shih-yuan,  là một nhà giáo dục, chính trị gia và lãnh đạo du kích người Trung Quốc. Được đào tạo ở Trung Quốc, Mỹ và Pháp, ông là giáo sư kinh tế tại Đại học Tôn Dật Tiên và ty giáo dục của tỉnh Sơn Đông. Khi Nhật xâm lược Trung Quốc vào năm 1937, ông đã tổ chức một lực lượng du kích để chống lại cuộc kháng chiến ở Sơn Đông, và Tưởng Giới Thạch đã bổ nhiệm ông làm tỉnh trưởng thời chiến của tỉnh.
Sau Thế chiến II, ông trở thành Thị trưởng của Bắc Bình (nay là Bắc Kinh), nhưng bị cách chức vào năm 1948 sau khi ông thất sủng với Tưởng Giới Thạch. Ông đã sống sót sau hai lần bị mưu sát, nhưng con gái ông đã thiệt mạng trong trong đợt tấn công mưu sát lần thứ hai nhằm vào ông. Năm 1949 ông thương lượng đầu hàng hòa bình của Bắc  Kinh với lực lượng Cộng sản, đảm bảo sự an toàn của hàng triệu người dân. Thành thạo bốn thứ tiếng châu Âu, sau năm 1949 ông chủ yếu làm việc dịch các ấn phẩm nước ngoài sang tiếng Trung. Con gái lớn của ông, Hà Lỗ Lệ, sau này trở thành Phó Thị trưởng của Bắc  Kinh và Chủ tịch Ủy ban Cách mạng của Quốc Dân Đảng Trung Quốc.

## Tiểu sử

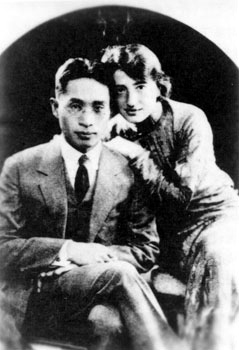
Hà Tư Nguyên và vợ Hà Nghị Văn

Hà Tư Nguyên, tự Tiên Tra (仙槎), sinh năm 1896 tại Hà Trạch, tỉnh Sơn Đông. Gia đình ông là nơi sản sinh ra ra bậc sĩ phu lớn trong lịch sử Trung Quốc, tuy song thân ông chỉ là nông dân trung lưu. Ông học tại Trường Trung học Cơ sở 6 Sơn Đông ở Hà Trạch, trước khi được nhận vào học trường dự bị của Đại học Bắc Kinh năm 1915, nơi đã trở thành một người tham gia tích cực của Phong trào Văn hoá Mới. Ông đặc biệt quan tâm đến các ngôn ngữ nước ngoài, và vào tháng 4 năm 1917, bản dịch của ông về bài viết về tiền của Samuel Smiles đã được xuất bản trên tạp chí có uy tín của Trần Độc Tú, Tân Thanh Niên. Ông gia nhập Đại học Bắc  Kinh năm 1918, chuyên về triết học. Ông sớm gia nhập Hội Tân Trào do người bạn thân Phó Tư Niên thành lập, người đã trở thành một nhà giáo dục và học giả xuất chúng. Ông đã xuất bản nhiều bài báo trên tạp chí Tân Trào.
Sau khi tham gia vào phong trào Ngũ Tứ năm 1919, ông đã rời Hoa Kỳ vào tháng 8 năm 1919 để theo học tại Đại học Chicago. Năm 1922, ông và các sinh viên Trung Quốc khác tại Hoa Kỳ đã phản đối tại Hội nghị Hải quân Washington để yêu cầu Nhật Bản trở lại tỉnh Sơn Đông sang Trung Quốc. Quan tâm sâu sắc đến sự yếu kém của Trung Quốc vào thời điểm đó, ông đã từ bỏ triết học và chuyển trọng tâm sang các khoa học xã hội thực tiễn hơn như xã hội học, kinh tế học và khoa học chính trị. Ông rời Hoa Kỳ cho Đức, và sau đó đi đến Pháp và học tại Đại học Paris. Ở đó, ông gặp người vợ tương lai của mình, một người Pháp, người sau này đã chấp nhận tên Trung Quốc là Hà Nghị Văn (何宜文).

## Sự nghiệp học thuật và chính quyền
Hà Tư Nguyên quay trở lại Trung Quốc vào năm 1926, và được ông Phó Tư Niên thuê làm giáo sư kinh tế tại Đại học Tôn Dật Tiên mới thành lập tại Quảng Châu. Ông kết hôn với Hà Nghị Văn năm 1928, bà Nghị Văn nghiễm nhiên nhận quốc tịch Trung Quốc. Họ có bốn người con: con trai Hà Lý Lộ (何理路) và Hà Nghị Lý (何宜理), con gái Hà Lỗ Lệ (何鲁丽) và Hà Lỗ Mỹ (何鲁美) 
Trong khi ở trường Đại học Tôn Dật Tiên, ông đã xuất bản cuốn sách Một lịch sử ngắn về chính trị và ngoại giao của Trung Quốc hiện đại (中国近代政治外交略史, 1927) và các phương pháp nghiên cứu trong khoa học xã hội (社会科学研究法, 1928). Ông gia nhập Quốc Dân Đảng năm 1927.
Đầu năm 1928, quân Bắc Phạt của Tưởng Giới Thạch vào tỉnh Sơn Đông. Theo đề nghị của Đới Quý Đào, Chủ tịch Đại học Tôn Dật Tiên, Tưởng đã bổ nhiệm Hà Tưu Nguyên làm trưởng ty giáo dục của tỉnh nhà của ông, lúc đó được cai trị bởi nhiều lãnh chúa khác nhau chỉ trung thành với chính phủ Quốc dân của Tưởng. Mặc dù thiếu kinh phí, ông đã đầu tư đào tạo giáo viên và tổ chức lại trường Đại học Sơn Đông tỉnh Sơn Đông và Đại học Thanh Đảo tư thục vào Đại học Quốc gia Sơn Đông vào năm 1932.

## Binh nghiệp trong Chiến tranh Trung-Nhật
Sau khi Nhật xâm chiếm Trung Quốc vào năm 1937 và đe doạ thủ phủ Tế Nam của Sơn Đông, tỉnh trưởng quân sự Sơn Đông Hán Phúc Củ từ bỏ quân đội của ông và chạy trốn khỏi tỉnh (và sau đó bị hành quyết). Mặc dù Hà Tư Nguyên là một viên chức dân sự, ông đã chọn ở lại Sơn Đông và tổ chức một lực lượng du kích để chống lại Nhật Bản.
Ông đã chuyển vợ và bốn người con của họ đến sinh sống trong Tô giới Anh ở Thiên Tân cho an toàn. Khi cuộc chiến tranh Thái Bình Dương bùng nổ vào tháng 12 năm 1941, Nhật Bản đã chiếm Tô giới Anh và Nghị Văn chuyển gia đình sang Tô giới Ý ở Thiên Tân. Vào ngày 31 tháng 12, nhà chức trách Ý đã bắt Nghị Văn và các em và giao cho Nhật Bản, người đã giữ họ làm con tin và yêu cầu Hà Tư Nguyên đầu hàng. Ông từ chối yêu cầu, lên án Nhật Bản và Italia vi phạm luật pháp quốc tế thông qua các phương tiện truyền thông và các kênh ngoại giao, và đã giam giữ các nhà truyền giáo người Ý ở Trung Quốc làm điều kiện thương lượng. Người Nhật cuối cùng cũng đã nhượng bộ và thả gia đình ông ra.
Trong cuộc chiến tranh chống Nhật Bản, Hà Tư Nguyên đã hợp tác với các lực lượng du kích Cộng sản ở Sơn Đông và đã liên lạc với lãnh tụ Cộng sản Trần Nghị. Vào mùa thu năm 1944, ông báo cáo với Tưởng Giới Thạch trong thủ đô thời chiến Trùng Khánh, và Tưởng Giới Thạch đã bổ nhiệm ông làm Tỉnh trưởng Sơn Đông. Sau khi đầu hàng Nhật Bản năm 1945, ông chiếm tỉnh này từ những người chiếm đóng.

## Giao nộp Bắc  Kinh

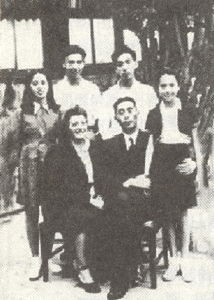
Hà Tư Nguyên và gia đình: vợ Nghị Văn, con gái ông Lỗ Lệ (trái) và Lỗ Mỹ (phải), và con trai Lý Lộ và Nghị Lý

Vào tháng 11 năm 1946, Hà Tư Nguyên được bổ nhiệm làm Thị trưởng Bắc  Kinh (lúc đó được biết đến với cái tên Bắc Bình). Ông là một thị trưởng nổi tiếng, tổ chức đám cưới theo nhóm cá nhân tại Hoài Nhân Đường ở Trung Nam Hải. 60 năm sau, một số cặp vợ chồng sống sót đã tổ chức một cuộc hội ngộ để tưởng niệm ông. Ông đổi tên đường phố ở Bắc  Kinh theo tướng Tương Tự Trung, người đã cung cấp lực lượng du kích của ông tại Sơn Đông nhưng đã bị giết chết trong hành động vào năm 1940.
Trong cuộc nội chiến Trung Quốc giữa Quốc Dân Đảng và Cộng sản, Hà Tư Nguyên đã đụng độ với Tưởng Giới Thạch, người đã cố gắng ám sát ông ở trung tâm thành phố Bắc  Kinh vào tháng 4 năm 1948, đã bắn ông vào tháng 6.
Tháng 1 năm 1949, ông thương lượng với Cộng sản về giao nộp Bắc  Kinh. Để ngăn chặn Hà đầu hàng, Tưởng Giới Thạch đã cố gắng ám sát ông một lần nữa. Vào sáng sớm ngày 18 tháng 1 năm 1949, hai quả bom phát nổ trong nhà của ông, giết chết đứa con gái 12 tuổi Lộ Mỹ của ông và làm trọng thương người vợ, người chưa bao giờ hồi phục hoàn toàn sau khi bị thương. Hà Tư Nguyên và những đứa trẻ khác cũng bị thương. Không nản lòng, ông tiến hành đàm phán và đạt được thoả thuận về đầu hàng ôn hòa của Bắc  Kinh, đảm bảo an toàn cho hàng triệu người dân và bảo tồn di sản kiến trúc của thủ đô cổ đại. Nhân viên Quân Thống, người đã đặt bom, Đại tá Duan Yunpeng, bị bắt vào năm 1954 và bị hành quyết năm 1967.

## Cộng hoà Nhân dân Trung Hoa
Sau khi thành lập nước Cộng hòa Nhân dân Trung Hoa năm 1949, Hà Tư Nguyên làm việc cho Nhà xuất bản Nhân dân và được bầu vào Hội nghị Tư vấn Chính trị Nhân dân lần thứ 2, thứ 3 và thứ tư (CPPCC). Thông thạo tiếng Anh, tiếng Đức, tiếng Pháp, và tiếng Nga, ông đã cống hiến bản dịch các tác phẩm nước ngoài sang tiếng Trung, xuất bản 16 tập đầu những năm 1960. Ông cũng đóng góp cho việc biên tập từ điển Pháp - Trung và Ngữ pháp tiếng Đức. Ông qua đời ở Bắc  Kinh vào ngày 28 tháng 4 năm 1982, ở tuổi 87.
Con gái của Hà Tư Nguyên là Lỗ Lệ đã trở thành bác sĩ và là một chính trị gia cao cấp. Bà đã tham gia chính trị sau khi thực hành y học trong nhiều thập kỷ, và từng là Phó thị trưởng của Bắc  Kinh, Chủ tịch Ủy ban cách mạng Quốc dân đảng Trung Quốc, Phó chủ tịch Ủy ban Toàn quốc Hội nghị Hiệp thương Chính trị Nhân dân Trung Quốc, Phó Ủy viên trưởng Ủy ban Thường vụ Đại hội Đại biểu Nhân dân Toàn quốc.